# 酒井七馬
酒井 七馬（さかい しちま、1905年4月26日 - 1969年1月23日）は、日本の漫画家、アニメーター、アニメーション演出家、紙芝居作家、絵物語作家、編集者。
本名は酒井弥之助。紙芝居での筆名は左久良五郎を用いた。その他のペンネームに、伊坂駒七、多々良凡がある。
大阪府出身。大阪の漫画界で活躍し、1947年に赤本漫画『新宝島』を手塚治虫と共作したことで知られる。
『新宝島』以降は中央の出版界では忘れ去られた存在だったが、様々な画風で大阪の漫画界と紙芝居界で長く活躍した。関西の漫画界では傍流であったが、漫画家のグループ作りや後進の指導に熱心で漫画雑誌作りも手がけた。

## 経歴

### 戦前・戦中期の活動
1920年に旧制中学を中退して、アルバイトをしながら漫画を描き始める。1923年に大阪の漫画雑誌「大阪パック」で小寺鳩甫に師事して、編集をしながら漫画を描く。1929年からは大阪新聞の嘱託の漫画記者になってカットや漫画を描いた。1935年に日活京都漫画部に入社してアニメーターとなるが、これは、兄と親交のあった俳優の大河内伝次郎の紹介によるものであった。日活京都の漫画部では、トーキー漫画映画第一作『島の娘』への参加を皮切りに、田中与志監督の『忍術火の玉小僧　山賊退治の巻』『忍術火の玉小僧　海賊退治の巻』 などの作画を担当したが、漫画部が1935年6月に解散となり、酒井は再び「大阪パック」と大阪新聞での漫画家生活に戻る。
1940年に描き出した軍人の慰問袋向けの漫画小冊子がヒットしたことで、酒井は同種の小冊子や時局に迎合した漫画を描く一方で、新作落語の台本を書くこともあった。1941年には日本映画科学研究所に入社し、『海の小勇士』『空の慰問隊』の演出と作画、『躍るエンジン』の作画を担当した。以後、酒井の漫画にアニメーターとしての経験が活かされるようになり、また後述のように晩年（1960年代後半）のテレビアニメの仕事にもつながった。1942年には漫画家の翼賛組織の日本漫画奉公会の関西支部長に就任している。

### 『新宝島』の成功から紙芝居作家へ
終戦直後、アメリカ軍の兵士の似顔絵を描きで生計を立てていた酒井は、入手したアメリカンコミックに強く影響を受ける。1946年には、『ハロー・マンガ』、『漫画民主ニッポン』などの漫画雑誌も創刊され、酒井はこれらの雑誌の執筆陣の中心となり編集も担当した。同年には、酒井らが中心となって関西マンガマンクラブを結成し、同クラブで漫画雑誌「まんがマン」を創刊して会員を募集した。
関西マンガマンクラブの会員の中には当時新人であった漫画家手塚治虫がおり、1947年には酒井と手塚が共作した初の長編漫画本『新宝島』が大ヒット作品となった。『新宝島』の「映画的表現」は、後にこの作品と手塚を神話的なものとするが、酒井の評伝を執筆した中野晴行は元アニメーターであった酒井の力も大きかったのではないかと推測している。なお最初に出版された『新宝島』の奥付の著者表記には酒井の名前だけがあり、手塚の名前がなかったことに手塚が腹を立て以後両者は絶縁したかのような言及が多くされているが、酒井、手塚両人を含む漫画家の1948年に撮影された集合写真が発見されている。また、手塚自身も、その後も酒井の出席する関西漫画家の集会には毎年一度必ず出席していたと言及しており、この二人は特に仲違いをしたわけではない。ただし「新宝島」以後は、手塚との合作がないことは事実である。『新宝島』以後の酒井は漫画家・紙芝居作家として関西で旺盛な活動を継続していたが、後に東京に移って関西の漫画界の情報が乏しくなった手塚の側から見れば「消えた」漫画家となり、そのため一般の読者からも長く「幻の漫画家」と見なされる結果となった。
『新宝島』の大ヒットにより生じた赤本漫画の出版ブームに乗って、酒井も1947年に1冊、1948年に10冊、1949年に7冊の描き下ろしの赤本の漫画単行本を出版した。赤本出版ブームの終息した1950年に酒井は紙芝居作家に転身し、左久良五郎の名で数多くの作品を発表した。1954年から1959年にかけて大阪日日新聞で絵物語『鞍馬小天狗』、『ボクは辯慶』を連載したことによる中断期を挟んで、1964年まで紙芝居を描き続けた。その間、『鞍馬小天狗』（1953年）、『少年ローン・レンジャー』（1962年）などのヒット作を生んでいる。また松竹新喜劇の中座の芝居看板を描くこともあった。

### 晩年と死
テレビに押されて紙芝居が斜陽になると酒井は、大阪で電飾広告を手がけるサンプロダクションが1966年に東京ムービーのテレビアニメ製作の下請けとして参加したことから、同社のテレビアニメ『オバケのQ太郎』、『ロボタン』の絵コンテを担当した。これ以後彼は若手作家の育成に力を入れるようになり、1967年に入門書『マンガのかき方』、『ストーリーマンガのかき方』を監修し、若い漫画家志望者を組織するジュンマンガ・サークルの結成を構想して、1968年12月には機関誌『ジュンマンガ』第1号を発行した（これは単行本のような形で一般書店で売られていた。1号には西上ハルオの手による「新寶島」全編の模写などが載っていた）。しかし同年秋から患っていた肺結核により、翌1969年1月23日に大阪日赤病院で死去（享年63）。彼の死後に出版された手塚治虫の著作『ぼくはマンガ家』（毎日新聞社、1969年）の中で、晩年の酒井は不遇のうちにバラックの自宅で電球で暖まりながらコーラで餓えをしのいだといういささか誇張された記述がされて伝説となっていたが、実際の酒井は生涯独身ではあったが親族や知人に囲まれた生活をしていたほか、コーラもよく飲んではいたが単に好物というだけのことだった（そもそも当時はサイダーなど他の炭酸飲料に比べてコーラは高価であり、貧窮者が飢えをしのぐために買う性質の飲み物ではなかった）。